# Kim Possible (téléfilm)
Cet article concerne le téléfilm en prise de vues réelle. Pour la série d'animation, voir Kim Possible.
Pour plus de détails, voir Fiche technique et Distribution.
Kim Possible est un téléfilm américain de la collection des Disney Channel Original Movie réalisé par Zach Lipovsky et Adam B. Stein, diffusé le 15 février 2019 sur Disney Channel.
C'est une adaptation de la série télévisée d'animation Kim Possible, diffusée entre 2002 et 2007 sur Disney Channel. C'est la troisième adaptation en long-métrage de la série, après deux téléfilms d'animations se déroulant dans la continuité de la série.
Le téléfilm est également la première adaptation en prise de vues réelle de la série mais également d'une série d'animation de la chaîne.

## Synopsis
Kim Possible est l'adolescente la plus célèbre d'Amérique car en plus d'être une lycéenne normale, elle est aussi un agent ultra douée qui sauve le monde des plans diabolique de génies du mal. Avec son acolyte et meilleur ami, Robin Trépide, et son jeune associé, Wallace, elle forme l'équipe Possible.
Mais cette année tout semble différent, Kim n'a plus l'impression d'être aussi douée et chanceuse qu'avant. Cette impression se renforce quand elle fait la rencontre d'Athena, une nouvelle élève qui va se joindre à son équipe.
Parallèlement, le maléfique mais idiot Dr Drakken a été libéré de prison par son acolyte Shego. Prêt à tout pour se venger de Kim, le Dr Drakken va encore mettre en place un plan dans le but de devenir plus puissant. Il est temps pour Kim et son équipe de l'arrêter, une fois de plus.

## Fiche technique
Sauf indication contraire, les informations mentionnées dans cette section peuvent être confirmées par la base de données cinématographiques IMDb,  présente dans la section « Liens externes ».
- Titre original : Kim Possible
- Titre de travail : Possibility
- Réalisation : Zach Lipovsky et Adam B. Stein
- Scénario : Josh A. Cagan, Mark McCorkle et Bob Schooley, d'après la série d'animation Kim Possible
- Photographie : Christopher Baffa
- Décors : Rachel Myers
- Costumes : Kathleen Detoro
- Musique : James Michael Dooley
- Montage : Sabrina Pitre
- Casting : Blyth Nailling
- Production : Mandy Spencer-Phillips et Bridget Hill
- Producteurs délégués : Mark McCorkle, Bob Schooley et Zanne Devine
- Sociétés de production : Omnifilm Entertainment et Disney Channel
- Sociétés de distribution : Disney Channel (télévision) ; The Walt Disney Company (globale)
- Pays d’origine :  États-Unis
- Langue originale : anglais
- Format : couleur
- Durée : 86 minutes
- Genre : Comédie d'action et d'aventure
- Dates de sortie :
  - États-Unis : 15 février 2019 sur Disney Channel (première diffusion télé) ; 26 mars 2019 (sortie vidéo)
  - France : 27 avril 2019 sur Disney Channel (première diffusion télé)

## Distribution
- Sadie Stanley (VFB : Sophie Frison) : Kimberly Ann « Kim » Possible
- Sean Giambrone (en) (VFB : Esteban Oertli) : Robin Trépide (Ron Stoppable en V.O)
- Ciara Wilson (de) (VFB : Alice Moons) : Athena
- Taylor Ortega (VFB : Marcha Von Boven) : Shego
- Todd Stashwick (VFB : Philippe Allard) : Drew Theodore « Dr Drakken » P. Lipsky
- Alyson Hannigan : Dr Ann Possible
- Isaac Ryan Brown (VFB : Adrien Dussaiwoir) : Wallace (Wade en V.O)
- Connie Ray (VFB : Fabienne Loriaux) : Nana
- Erika Tham (en) (VFB : Nancy Philippot) : Bonnie Rockwaller
- Connor Fielding : Jim Possible
- Owen Fielding : Tim Possible
- Matthew Clarke : Dr James Possible
- Michael P. Northey : Pr Steven Barkin
- Patrick Sabongui (en) : Dr Glopman
- Christy Carlson Romano (VFB : Mélanie Dermont) : Poppy Blu
- Patton Oswalt : Pr Dementor
- Nancy Cartwright : Rufus (voix)
- Maxwell Simkins : Dr Drakken jeune

## Production

### Développement
Le 7 février 2018, Disney Channel annonce la mise en route d'un téléfilm en prise de vues réelle de sa célèbre série d'animation Kim Possible, seize ans après son lancement.
Les créateurs de la série, Mark McCorkle et Bob Schooley sont annoncés à l'écriture du scénario avec Josh Cagan, scénariste du film DUFF : Le faire-valoir. Ils seront également producteurs exécutifs du téléfilm avec Zanne Devine.
Adam B. Stein et Zach Lipovsky, finalistes de la compétition de réalisation On the Lot, sont annoncés pour réaliser le téléfilm ainsi que pour le co-produire.
Le 25 avril 2018, lors de l'annonce des deux premiers acteurs à rejoindre le téléfilm, la chaîne fixe sa diffusion pour 2019 puis le 7 décembre 2018, elle diffuse la première bande-annonce et dévoile qu'il sera diffusé le 15 février 2019.
Le 10 janvier 2019, Disney Channel dévoile une nouvelle version du générique de la série, Call Me, Beep Me, interprété à l'époque par Christina Milian, dans une version modernisée reprise par Sadie Stanley, l'interprète de Kim dans le téléfilm, et confirme que cette nouvelle version sera présente dans le téléfilm.

### Distribution des rôles
Le 25 avril 2018, dévoile les deux acteurs qui interpréteront le duo principal. Sadie Stanley, qui signe son tout premier rôle, sera la célèbre Kim Possible. Sean Giambrone, connu pour son rôle dans la série télévisée Les Goldberg, obtient quant à lui le rôle de Robin Trépide, l'acolyte et meilleur ami de l'héroïne.
Le 25 mai 2018, Disney dévoile une grande partie de la distribution. Alyson Hannigan, connue pour ses rôles dans les séries culte Buffy contre les vampires et How I Met Your Mother, sera le Dr Ann Possible, la mère de Kim. L'actrice Connie Ray jouera la grand-mère de l'héroïne.
Le duo de méchants, le Dr Drakken et Shego, sera interprété par Todd Stashwick et Taylor Ortega. L'actrice Ciara Wilson interprétera Athena, un nouveau personnage, et Erika Tham sera Bonnie Rockwaller.
Le 22 juin 2018, le jeune acteur Isaac Ryan Brown, connu pour ses rôles dans Murder et Raven, rejoint la distribution du film pour le rôle de Wallace, l'associé de Kim Possible.
Le 11 août 2018, il est annoncé que Patton Oswalt, qui prêtait sa voix au Pr Dementor dans la série d'animation, reprendrait le rôle dans le téléfilm. Il est également dévoilé que Christy Carlson Romano, la voix de Kim Possible dans la série, ferait une apparition. Il est précisé plus tard qu'elle interprétera le rôle de Poppy Blu, une pop-star.
Le 14 janvier 2019, la chaîne publie une vidéo promotionnelle dévoilant que Nancy Cartwright, la comédienne ayant prêtée sa voix à Rufus dans la série, reprendra la voix du personnage dans le téléfilm.

### Tournage
Le tournage du téléfilm a débuté le 4 juin 2018 à Vancouver au Canada sous le titre de travail Possibility. Il s'est terminé le 24 juillet 2018.
Les scènes du téléfilm se déroulant au lycée ont été tournées à l'école secondaire Robert A. McMath de la cité de Richmond qui fait partie du district régional du Grand Vancouver.